# قطعنامه ۲۸۸ شورای امنیت
قطعنامه ۲۸۸ شورای امنیت سازمان ملل متحد که در تاریخ ۱۷ نوامبر ۱۹۷۰ تصویب شد، سندی بین‌المللی دربارهٔ مسئلهٔ در رابطه با وضعیت در روزدیای جنوبی است. این قطعنامه طی نشست ۱٬۵۵۷ام
با ۱۵ موافق،۰ مخالف و۰ ممتنع تصویب شد.